# Car Mechanic Simulator 2014
Car Mechanic Simulator 2014 es un videojuego de simulación que representa el trabajo de un mecánico de automóviles. Fue lanzado en enero de 2014 para Windows y macOS, y para iOS y Android. Es la primera entrega de la serie Car Mechanic Simulator.

## Jugabilidad
El juego se juega desde una perspectiva de primera persona, y el jugador puede caminar libremente por la tienda. En lugar de niveles, el juego se divide en "trabajos" (vehículos de clientes con una lista de problemas) que el jugador debe solucionar y reparar. Al recibir un trabajo y un vehículo, el jugador debe retirar, inspeccionar y reemplazar las piezas rotas pertinentes. Cuando se vuelve a ensamblar un vehículo, se puede realizar una prueba de manejo antes de devolverlo al cliente.

## Recepción
Car Mechanic Simulator 2014 recibió críticas promedio de los críticos, con una recepción mixta según Metacritic.

## Extensiones
El juego ofrece dos extensiones con packs de coches adicionales para reparar:
- 4X4 Expansion Pack proporciona 20 nuevas órdenes de trabajo F2P para diversas reparaciones de vehículos todoterreno 4X4 y está disponible sin costo para los propietarios de la versión básica habilitada para Steam. El automóvil 4X4 principal es un bastidor de carrocería separado con rígido, ejes delantero y trasero vivos. Presenta nuevos desafíos de mantenimiento únicos, muy diferentes de los de la versión base de Car Mechanic Simulator 2014. Una vez instaladas, aparecen piezas nuevas en el taller, incluidos los ejes delantero y trasero, los ejes de transmisión, los amortiguadores especiales todoterreno y un silenciador trasero. El nuevo vehículo también está disponible en modo sin fin.
- 1/4 Mile Expansion Pack viene con una nueva pista de pruebas, donde los usuarios pueden comprobar el rendimiento de los coches tuneados.